# Łąka kaczeńcowa
Łąka kaczeńcowa – określenie wilgotnej łąki reprezentującej zbiorowisko roślinne ze związku Calthion palustris.

## Charakterystyka
Łąki kaczeńcowe ze związku Calthion grupują zespoły roślinne pochodzenia antropogenicznego, rozwijające się na wilgotnych lub mokrych, ale zmeliorowanych siedliskach. Wykształcają się one pod wpływem nawożenia oraz użytkowania kośnego (dwa lub więcej pokosów rocznie) i stanowią źródło siana paszowego.

## Gatunki diagnostyczne

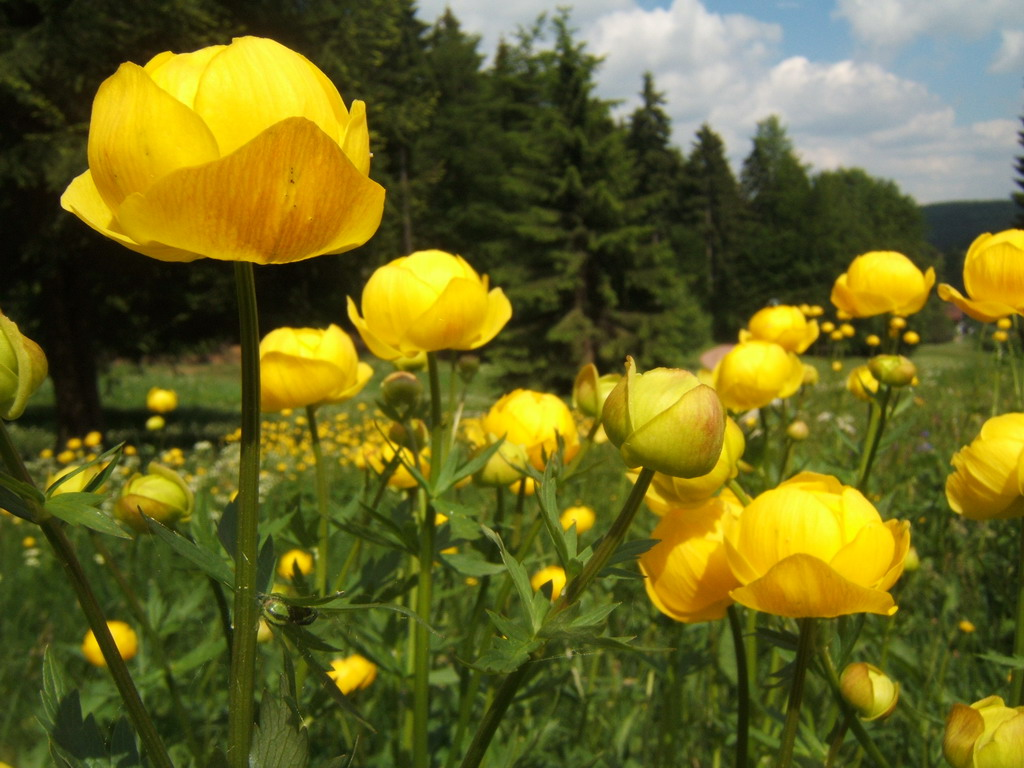
Pełnik europejski – jeden z gatunków charakterystycznych łąk kaczeńcowych

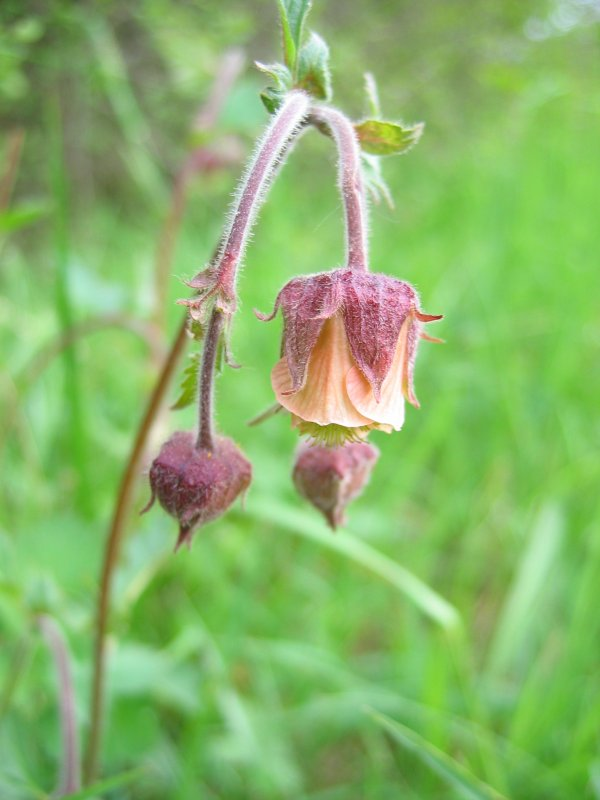
Kuklik zwisły – gatunek wyróżniający łąk kaczeńcowych

ChAll. : stokłosa groniasta (Bromus racemosus), knieć błotna (Caltha palustris), ostrożeń siwy (Cirsium canum), ostrożeń warzywny (Cirsium oleraceum), ostrożeń łąkowy (Cirsium rivulare), pępawa błotna (Crepis paludosa), szachownica kostkowata (Fritillaria meleagris), sit ostrokwiatowy (Juncus acutiflorus), sit skupiony (Juncus conglomeratus), sit rozpierzchły (Juncus effusus), sit tępokwiatowy (Juncus subnodulosus), groszek błotny (Lathyrus palustris), niezapominajka błotna (Myosotis palustris), rdest wężownik (Polygonum bistorta), sitowie leśne (Scirpus sylvaticus), starzec wodny (Senecio aquaticus ssp. aquaticus), koniczyna białoróżowa (Trifolium hybridum ssp. hybridum);
Oprócz gatunków charakterystycznych na poziomie związku Calthion w określeniu przynależności danej fitocenozy do związku istotne znaczenie ma obecność gatunków charakterystycznych jego poszczególnych zespołów (pominięto taksony wymieniony wyżej): kukułka szerokolistna (Dactyloriza majalis), turzyca darniowa (Carex caespitosa), wiechlina błotna (Poa palustris), koniopłoch łąkowy (Silaum silaus, również jako gatunek charakterystyczny związku Molinion – wymaga dalszych badań), pełnik europejski (Trollius europaeus), pełnik alpejski (Trollius altissimus);
DAll. : kuklik zwisły (Geum rivale);
ChO. : krwawnik kichawiec (Achillea ptarmica), dzięgiel leśny (Angelica sylvestris), turzyca Hartmana (Carex hartmanii), ostrożeń błotny (Cirsium palustre), drabik drzewkowaty (Climacium dendroides), zimowit jesienny (Colchicum autumnale), śmiałek darniowy (Deschampsia caespitosa), skrzyp błotny (Equisetum palustre), przytulia bagienna (Galium uliginosum), komonica błotna (Lotus uliginosus), firletka poszarpana (Lychnis flos-cuculi), starodub łąkowy (Ostericum palustre), szelężnik większy (Rhinanthus angustifolius ssp. angustifolius), krwiściąg lekarski (Sanguisorba officinalis), sierpik barwierski (Serratula tinctoria), mniszek błotny (Taraxacum palustre), pełnik europejski (Trollius europaeus);
ChCl. : mietlica olbrzymia (Agrostis gigantea), wyczyniec łąkowy (Alopecurus pratensis), owsica omszona (Avenula pubescens), rzeżucha łąkowa (Cardamine pratensis), chaber łąkowy (Centaurea jacea), rogownica pospolita (Cerastium holosteoides), świetlik łąkowy (Euphrasia rostkoviana), kostrzewa łąkowa (Festuca pratensis), kostrzewa czerwona (Festuca rubra agg.), kłosówka wełnista (Holcus lanatus), groszek żółty (Lathyrus pratensis), brodawnik zwyczajny (Leontodon hispidus), tymotka łąkowa (Phleum pratense ssp. pratense), babka lancetowata (Plantago lanceolata), wiechlina łąkowa (Poa pratensis), wiechlina zwyczajna (Poa trivialis), głowienka pospolita (Prunella vulgaris), jaskier ostry (Ranunculus acris ssp. acris), szelężnik większy (Rhinanthus angustifolius ssp. grandiflorus), szelężnik mniejszy (Rhinanthus minor), szczaw zwyczajny (Rumex acetosa), koniczyna łąkowa (Trifolium pratense), wyka ptasia (Vicia cracca).

## Podkategorie syntaksonomiczne
W Polsce do związku Calthion zalicza się 11 zespołów roślinnych oraz jedno zbiorowisko roślinne. Jednostki te umieszczone są w czterech grupach ekologicznych:
- eutroficzne łąki wilgotne:
  - Poligono bistortae-Trolietum europaei
  - Angelico-Cirsietum oleracei
  - Cirsietum rivularis – łąka ostrożeniowa
- mezotroficzne łąki wilgotne:
  - Poo-Lathyretum palustris
  - Sanguisorbo-Silaetum
- łąki mokre, częściowo zabagnione:
  - Scripetum sylvatici
  - Caricetum caespitosae
  - Juncetum acutiflori
  - Juncetum subnodulosi
  - zbiorowisko Deschampsia caespitosa
- grupa łąkowo-pastwiskowa:
  - Junco-Cynosuretum
  - Epilobio-Juncetum effusi